# Attersee

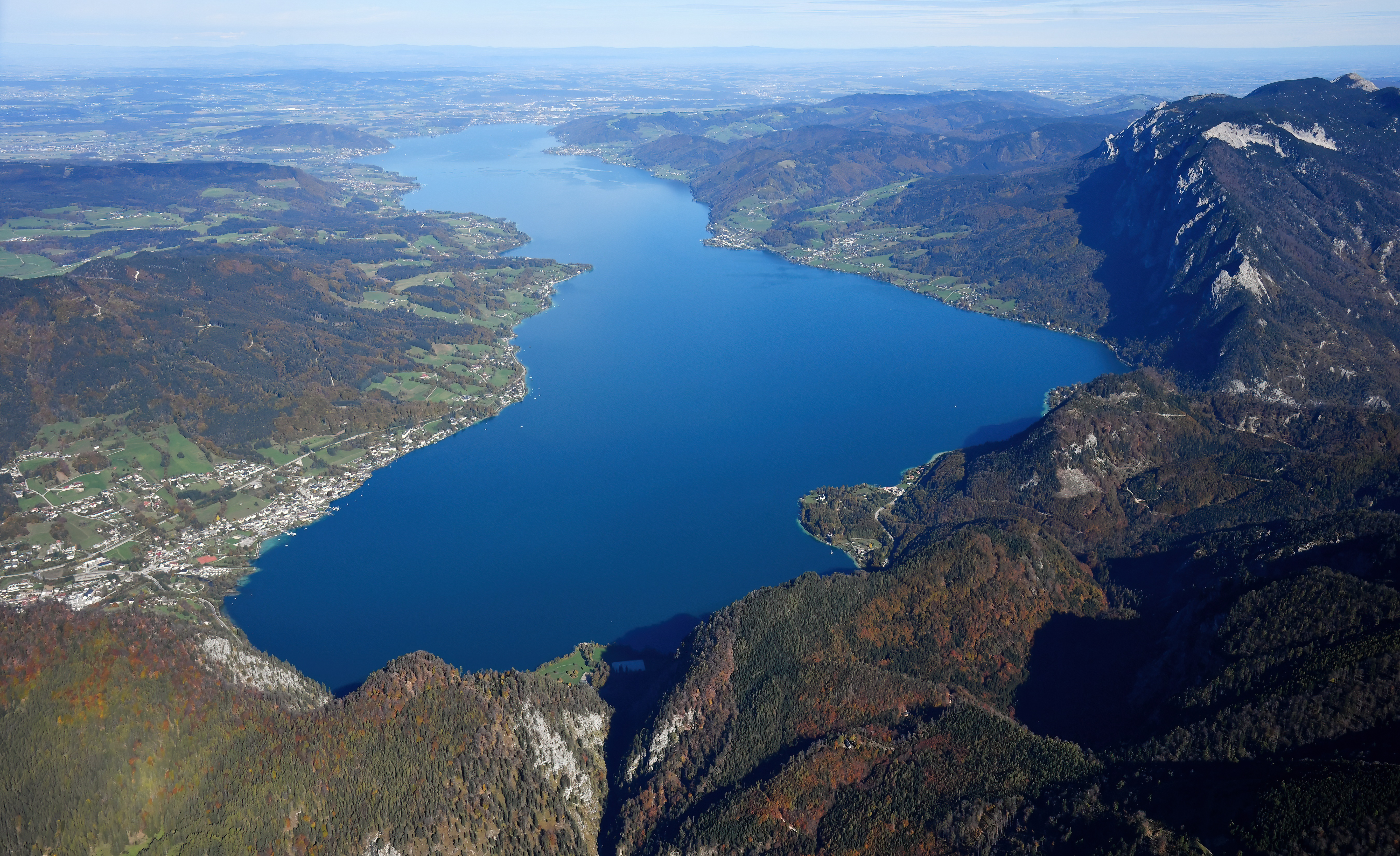

Attersee eller Kammersee är en sjö i norra Salzkammergut, 465 meter över havet, en yta på 46,7 kvadratkilometer, 18,7 kilometer lång och 169 meter djup.
Attersee avrinner åt norr genom Ager till Traun.